# Diocesi di Koumra
La diocesi di Koumra (in latino Dioecesis Coumranensis) è una sede della Chiesa cattolica in Ciad suffraganea dell'arcidiocesi di N'Djamena. Nel 2023 contava 124.083 battezzati su 900.000 abitanti. È retta dal vescovo Samuel Mbairabé Tibingar.

## Territorio
La diocesi comprende la provincia di Mandoul, nella parte meridionale del Ciad.
Sede vescovile è la città di Koumra, dove si trova la cattedrale di Santa Teresa di Gesù Bambino.
Il territorio si estende su 17.330 km² ed è suddiviso in 11 parrocchie.

## Storia
La diocesi è stata eretta il 12 agosto 2023 da papa Francesco con la bolla Creata restaurans, ricavandone il territorio dalla diocesi di Sarh.

## Cronotassi dei vescovi
Si omettono i periodi di sede vacante non superiori ai 2 anni o non storicamente accertati.
- Samuel Mbairabé Tibingar, dal 12 agosto 2023

## Statistiche
La diocesi nel 2023 su una popolazione di 900.000 persone contava 124.083 battezzati, corrispondenti al 13,8% del totale.
| battezzati | totale | % | numero | secolari | regolari | battezzati per presbitero | uomini | donne | 2023 | 124.083 | 900.000 | 13,8 | 28 | 16 | 12 | 4.431 |  | 15 | 11 | 11 |